# Yuriy Pertsukh
Yuriy Pertsukh (Almaty, 13 de mayo de 1996) es un futbolista kazajo que juega de centrocampista en el F. C. Turan de la Liga Premier de Kazajistán.

## Selección nacional
Pertsukh es internacional con la selección de fútbol de Kazajistán, con la que debutó en 2018.
El 21 de marzo de 2019 marcó su primer gol con la selección frente a la selección de fútbol de Escocia, en una victoria por 3-0 en un partido de clasificación para la Eurocopa 2020.

## Clubes
| Club                     | País       | Año       |
| ------------------------ | ---------- | --------- |
| CSKA Almaty              | Kazajistán | 2014-2016 |
| FC Bayterek (cedido)     | Kazajistán | 2014      |
| F. C. Kyzylzhar          | Kazajistán | 2016      |
| F. C. Akzhayik           | Kazajistán | 2017      |
| F. C. Astana             | Kazajistán | 2018-2022 |
| F. C. Atyrau (cedido)    | Kazajistán | 2018      |
| F. C. Aktobe (cedido)    | Kazajistán | 2021      |
| F. C. Shakhter Karagandá | Kazajistán | 2023      |
| F. C. Yelimay            | Kazajistán | 2024      |
| F. C. Shakhter Karagandá | Kazajistán | 2025      |
| F. C. Turan              | Kazajistán | 2025-     |

## Palmarés

### Títulos nacionales
| Título                     | Club         | País       | Año  |
| -------------------------- | ------------ | ---------- | ---- |
| Supercopa de Kazajistán    | F. C. Astana | Kazajistán | 2018 |
| Supercopa de Kazajistán    | F. C. Astana | Kazajistán | 2019 |
| Liga Premier de Kazajistán | F. C. Astana | Kazajistán | 2019 |
| Supercopa de Kazajistán    | F. C. Astana | Kazajistán | 2020 |
| Liga Premier de Kazajistán | F. C. Astana | Kazajistán | 2022 |